# Тодор Попов (кмет на Дупница)
Вижте пояснителната страница за други личности с името Тодор Попов.
Тодор Попов е български политик, кмет на Дупница.

## Биография
Тодор Попов е роден през 1872 година в Дупница, тогава в Османската империя. Става един от водачите на Демократическата партия. Като такъв е избран за кмет през 1908 година, работи по реализацията на градоустройствения план. При него са завършени стълбището към Градската градина и подпорната стена на Военния клуб. Умира през 1954 година.